# Grounded
Grounded est un jeu vidéo de survie développé par Obsidian Entertainment et édité par Xbox Game Studios, sorti le 28 juillet 2020 en accès anticipé sur Windows et Xbox One. Dans le jeu, le personnage du joueur a été réduit à la taille d'une fourmi et doit lutter pour survivre dans un jardin rempli de dangers. Le jeu sort également sur PlayStation 4, PlayStation 5 et Nintendo Switch le 16 avril 2024.

## Le système du jeu
Grounded est un jeu de survie qui peut être joué à la première personne ou à la troisième personne. Dans le jeu, la taille du protagoniste est miniaturisée à celle d'une fourmi et doit survivre dans une arrière-cour. Dans le jeu, le personnage joueur doit consommer une quantité adéquate de nourriture et d'eau, sinon il perdra respectivement sa santé en raison de la famine ou de la déshydratation. La cour arrière est remplie de divers insectes et créatures, notamment des araignées, des abeilles, des acariens, des mantes et des coccinelles. Différents insectes ont des objectifs différents dans le jeu. Par exemple, les araignées sont l'un des principaux prédateurs du jeu qui traqueront les joueurs, les coccinelles peuvent conduire les joueurs à la source de nourriture, tandis qu'un puceron peut être cuit et consommé pour se nourrir. Les joueurs peuvent également couper l'herbe pour collecter les gouttes de rosée. Le jeu a une option d'accessibilité pour les joueurs souffrant d'arachnophobie, qui permet aux joueurs de décider de la façon dont les araignées effrayantes seront dans le jeu.
À mesure que les joueurs progressent dans le jeu, ils visiteront de nouvelles zones dans l'arrière-cour, la difficulté du jeu augmente et des ennemis seront plus dangereux. Tout au long du jeu, les joueurs doivent récupérer des ressources dans le monde afin de construire une base afin de se défendre contre certaines créatures, en particulier pendant la nuit car certains insectes deviennent plus agressifs. Les ressources peuvent également être utilisées pour fabriquer différents outils, pièges et armes, tels que des haches, des lances et des arcs, pour vaincre les ennemis. Les joueurs doivent également gérer leur endurance car le personnage jouable peut s'épuiser en combat soutenu. Le jeu peut être joué en solo, mais il dispose également d'un mode multijoueur coopératif à quatre joueurs maximum.

## Histoire
Se déroulant dans les années 1980, l'histoire suit un groupe d'adolescents qui doit comprendre pourquoi ils ont été réduits à la taille d'une fourmi par un scientifique du nom de Wendell.
Wendell est un scientifique qui a créé une machine pour miniaturiser et possède plusieurs laboratoires éparpillés dans le jardin du jeu Grounded pour faire des expériences sur l'agrandissement des insectes.

## Développement
Après la sortie de Pillars of Eternity II: Deadfire, l'équipe d'Obsidian Entertainment a commencé à réfléchir à des idées pour un jeu de survie. Alors que la majorité du personnel d'Obsidian travaillait sur The Outer Worlds, une petite équipe de 13 personnes a commencé la production de Grounded. Le jeu était déjà en production avant l'acquisition d'Obsidian par Microsoft en 2018. Annoncé par Xbox Game Studios à X019 en novembre 2019 le jeu devrait sortir le 28 juillet 2020 pour l'accès anticipé de Steam et l'aperçu du jeu Xbox. La première version contiendra environ 20% de la campagne principale du jeu, et Obsidian prévoyait d'écouter les commentaires de la communauté alors qu'elle continuait de travailler à la sortie complète du jeu en 2021,.
L'équipe a regardé des films comme 1 001 Pattes et Chérie, j'ai rétréci les gosses afin d'obtenir des inspirations. Pour en savoir plus sur les différents types d'insectes, l'équipe a également regardé sur YouTube de longues vidéos produites par des passionnés d'insectes. L'équipe a choisi l'arrière-cour comme décor de jeu car l'équipe a estimé que c'était un endroit "reconnaissable" et "accessible", mais il peut également être "plus grand que nature" et avoir un "réel sentiment de danger". Le directeur du jeu, Adam Brennecke, a comparé le décor à un "parc à thème", alors que l'équipe a ajouté de nombreux points de repère dans le monde afin de le rendre plus intéressant.
L'équipe envisageait un monde de jeu interactif et que les actions des joueurs changeraient l'état du monde. Brennecke a ajouté que le jeu comporterait une histoire "mémorable" comme les autres jeux Obsidian. L'équipe a beaucoup travaillé sur l'intelligence artificielle des insectes, qui régit leurs comportements. Par exemple, les fourmis sont curieuses au sujet du personnage du joueur et n'attaquent pas initialement. Cependant, si le joueur construit une base autour de sa nourriture, ou si le personnage du joueur devient plus fort et que les fourmis commencent à les voir comme une menace, elles attaqueront le joueur.
Le jeu est porté sur PlayStation 4, PlayStation 5 et Nintendo Switch pour le 16 avril 2024.